# Serra de Pàndols
La Serra de Pàndols és una serra que forma part de la Serralada Prelitoral catalana. És repartida entre els municipis de Gandesa i el Pinell de Brai a la Terra Alta, la seva elevació màxima és la Punta Alta, amb una altitud de 704 metres.
La serra de Pàndols és abrupta i tallada per barrancs profunds, tributaris del riu Canaleta, que entre Bot i Prat de Comte s'escorre cap al pas de Barrufemes. Al sud de la Serra de Pàndols hi ha la serra de Paüls i la serra de l'Espina, seguint la mateixa alineació i enllaçant amb els Ports, extrem nord-oriental del Sistema Ibèric. La Serra de Pàndols està inclosa al Pla d'Espais d'Interès Natural Serres de Pàndols-Cavalls.

## Història
Al temps de la Guerra Civil Espanyola la Serra de Pàndols i la Serra de Cavalls varen ser l'escenari de violents combats entre diverses unitats lleials a la república —com l'11a Divisió de l'Exèrcit Popular de la República— junt algunes unitats de les Brigades Internacionals, i les tropes insurrectes del General Franco.
Durant la batalla de l'Ebre, la Punta Alta, anomenada cota 705, era una posició clau per dominar el conjunt de la serra de Pàndols. Aquesta elevació es troba al terme municipal de Pinell de Brai. Avui hi ha un monòlit al lloc que fou l'escenari del "carnatge de Pàndols" i la visita del Mirador de la serra de Pàndols a la cota 705 forma part dels recorreguts de turisme històric de la zona.